# Musa itinerans
Espèce
Synonymes
- Musa itinerans var. itinerans[1]

Musa itinerans est une espèce de Bananiers de la famille des Musacées, originaire d'Asie.

## Répartition
Ce bananier pousse en Asie tempérée (Chine, Taïwan) et tropicale (Inde, Laos, Birmanie, Thaïlande, Viêt Nam).

## Classification
L'espèce a été décrite en 1949 par le botaniste britannique Ernest Entwistle Cheesman (en) (1898-1983).
En classification phylogénétique APG IV (2016), comme en classification phylogénétique APG III (2009), Musa itinerans est classé dans la section Musa du genre Musa, lui-même assigné à la famille des Musaceae.

### Liste des variétés
Selon World Checklist of Selected Plant Families (WCSP) (11 décembre 2018) :
- Musa itinerans var. annamica (R.V.Valmayor, L.D.Danh & Häkkinen) Häkkinen (2008)
- Musa itinerans var. chinensis Häkkinen (2008)
- Musa itinerans var. chiumei H.L.Chiu, C.T.Shii & T.Y.A.Yang (2015)
- Musa itinerans var. formosana (Warb.) Häkkinen & C.L.Yeh (2010)
- Musa itinerans var. guangdongensis Häkkinen (2008)
- Musa itinerans var. hainanensis Häkkinen & X.J.Ge (2010)
- Musa itinerans var. itinerans
- Musa itinerans var. kavalanensis H.L.Chiu, C.T.Shii & T.Y.A.Yang (2011)
- Musa itinerans var. lechangensis Häkkinen (2008)
- Musa itinerans var. xishuangbannaensis Häkkinen (2008)